# Tremopora ovalis
Tremopora ovalis is een mosdiertjessoort uit de familie van de Hiantoporidae. De wetenschappelijke naam van de soort is voor het eerst geldig gepubliceerd in 1929 door Ferdinand Canu en Ray Smith Bassler.